# Lý Bảo Đông
Lý Bảo Đông  (chữ Anh: Li Baodong, chữ Trung phồn thể: 李保東, chữ Trung giản thể: 李保东, bính âm: Lí Bǎodōng; sinh tháng 4 năm 1955) là nhà ngoại giao Trung Quốc, từng là Đại diện thường trực Cộng hòa Nhân dân Trung Hoa tại Liên Hợp Quốc từ năm 2010 đến năm 2013.

## Tiểu sử
Lý Bảo Đông sinh tháng 4 năm 1955 và là người quê ở Bắc Kinh. Lý Bảo Đông theo học chuyên ngành tiếng Anh tại Học viện Ngoại ngữ Bắc Kinh (nay là Đại học Ngoại ngữ Bắc Kinh) từ năm 1973 đến năm 1977. Ông nghiên cứu sinh thạc sĩ chuyên ngành chính sách công cộng quốc tế tại Đại học Johns Hopkins, Hoa Kỳ từ năm 1988 đến năm 1989.
Sau khi tốt nghiệp đại học, Lý Bảo Đông vào ngành ngoại giao và đảm nhận nhiều chức vụ khác nhau ở Bộ Ngoại giao. Từ năm 2005 đến năm 2007, ông là Đại sứ Trung Quốc tại Zambia. Năm 2007, ông được bổ nhiệm làm Đại diện thường trực Cộng hòa Nhân dân Trung Hoa tại Trụ sở Liên Hợp Quốc tại Genève và các tổ chức quốc tế khác ở Thụy Sĩ. Năm 2010, ông được bổ nhiệm làm Đại diện thường trực Trung Quốc tại Liên Hợp Quốc thay thế Trương Nghiệp Toại. Trong những tháng 3 năm 2011 và tháng 6 năm 2012, Lý Bảo Đông đảm nhận vai trò Chủ tịch Hội đồng Bảo an Liên Hợp Quốc. Ông đã kết hôn và có một con trai.